# Зникнення дами в театрі Робер Уден
«Зникнення дами в театрі Робер Уден» (фр. Escamotage d'une dame au théâtre Robert Houdin, 1896) — французький короткометражний художній фільм Жоржа Мельєса.

## Сюжет
Фокусник (Мельєс) робить кілька пасів над дамою, що сидить в кріслі. Дама зникає.

## Художні особливості
Мельєс після щасливому випадку на площі Опери зрозумів, що він може зняти в Монтре один з найвідоміших номерів Робер-Удена «Викрадення дами» фокусника Буатьє де Кольта без всяких пристосувань, які вживалися на сцені. Зроблено це було дуже просто. Мельєс в костюмі фокусника робить кілька пасів над дамою, що сидить в кріслі. Потім зупиняли зйомку на кілька секунд, коли Мельєс застигав в нерухомості, а дама швидко втікала. Після цього Мельєс відновлював свої магічні маніпуляції, і зйомка тривала. При проєкції ніхто не помічав зупинки, необхідної для зникнення, і ілюзія була повною. Ще до цього Мельєс вживав трюк прискореної зйомки.

## У ролях
- Жорж Мельєс — фокусник
- Жанна д'Альсі — дама